# 金鐘獎創新研發應用獎
廣播金鐘獎創新研發應用獎是由文化部影視及流行音樂產業局在臺灣舉辦的現行頒發獎項。

## 歷屆得獎暨入圍名單
|  | 獲獎者 |

### 創新研發應用獎（第52屆～至今）
| 年度 （屆數）   | 廣播作品 |
| --------------- | --- |
| 2017 （第52屆） | 王正豪、王聖銘、陳建志、張詠翔、廖元甫、蔡玉秀／《閱聽讀寫新廣播－channel＋節目策展與人工智慧加值應用》／國立教育廣播電臺 |
| 2017 （第52屆） | Arthur（陳冠鳴）／《虛擬形象於新廣播運用》／成功廣播股份有限公司                                                          |
| 2017 （第52屆） | 內政部警政署警察廣播電臺／《內容為王之變形金剛－電台轉型解決方案》／內政部警政署警察廣播電臺                              |
| 2017 （第52屆） | 漢聲廣播電臺臺北總臺／《AI智慧廣播設備系統》／漢聲廣播電臺臺北總臺                                                        |
| 2018 （第53屆） | 正聲廣播股份有限公司／《在地雲廣播－傳統發散式廣播節目自動轉化為整合性網路電台之無人化系統開發》／正聲廣播股份有限公司    |
| 2018 （第53屆） | 國立教育廣播電臺／《廣播的閱、讀、寫加值服務平台》／國立教育廣播電臺                                                      |
| 2019 （第54屆） | 鄭明祈、郭欽元、陳俊諭／《發射機運轉之物聯網系統開發》／行政院農業委員會漁業署漁業廣播電臺                                |
| 2019 （第54屆） | 陳建志、蔡玉秀、翁浚銘／《智慧化節目管理及服務整合方案》／國立教育廣播電臺                                                |
| 2019 （第54屆） | 蔡明佑、李明勳、謝錦隆、吳成有、李祖安、陳右儒／《「新磁省網」（心馳神往）節電潔電》／漢聲廣播電臺                        |
| 2020 （第55屆） | 國立教育廣播電臺／《數位化廣播體驗-麥寶電波行動錄音室》／國立教育廣播電臺                                                 |
| 2020 （第55屆） | 內政部警政署警察廣播電臺／《廣播「視」界魅力無限 社群媒體聚合平臺應用》／內政部警政署警察廣播電臺                         |
| 2020 （第55屆） | 蔡明佑、李明勳、謝錦隆／《廣播站臺視覺與環境管理發展技術應用》／漢聲廣播電臺                                              |
| 2020 （第55屆） | 鄭明祈、吳國欽、陳俊諭／《因應疫情之異地主播室系統設計》／行政院農業委員會漁業署漁業廣播電臺                              |
| 2021 （第56屆） | 財團法人客家公共傳播基金會／《講客進鄉團— 5G多功能廣播整合系統 行動直播車》（講客號）／財團法人客家公共傳播基金會         |
| 2021 （第56屆） | 台北之音廣播股份有限公司／《廣播電台作業整合系統》／台北之音廣播股份有限公司                                              |
| 2021 （第56屆） | 許健挺、賴婷鈴、蔡鳳婷／《聆聽台灣聲景數位教材》／國立教育廣播電臺                                                        |
| 2022 （第57屆） | 內政部警政署警察廣播電臺／《廣播新網紅–聲入空中虛實之境》／內政部警政署警察廣播電臺                                       |
| 2022 （第57屆） | 亞洲廣播股份有限公司／《防疫超前部署─5G live轉播車》／亞洲廣播股份有限公司                                                |
| 2022 （第57屆） | 許健挺、蔡鳳婷、賴婷鈴、吳威衡／《聆聽北淡古道聲景數位教材》／國立教育廣播電臺                                            |
| 2022 （第57屆） | 蔡明佑、李明勳／《廣播2050淨零碳排》／漢聲廣播電臺                                                                        |
| 2022 （第57屆） | 韓忠平／《抗疫宅在家─智能遠端排播系統》／國立教育廣播電臺                                                                 |
| 2023 （第58屆） | 國立教育廣播電臺／《聲音故事新旅程-創新廣播教育互動體驗》／國立教育廣播電臺                                               |
| 2023 （第58屆） | 財團法人原住民族文化事業基金會／《綠能轉播站》／財團法人原住民族文化事業基金會                                            |
| 2023 （第58屆） | 蔡銘福／《善用網路資源 研製物美價廉安全穩定 可應用在廣播發射站的遙測系統》／國立教育廣播電臺                              |
| 2024 （第59屆） | 財團法人客家公共傳播基金會／《AI客語語音廣播自動生成系統》／好家庭廣播股份有限公司                                        |
| 2024 （第59屆） | 內政部警政署警察廣播電臺／《廣播星勢力:聲成式智慧聯盟》／內政部警政署警察廣播電臺                                         |
| 2024 （第59屆） | 許世平、李健鴻／《新聲紀元》／臺北廣播電臺                                                                                |
| 2025 （第60屆） | |
|                 | |
|                 | |

## 外部連結
- 廣播電視金鐘獎官方網站 （页面存档备份，存于）
- 歷屆廣播金鐘獎得獎入圍名單 （页面存档备份，存于），文化部影視及流行音樂產業局